# Rozendaalvallei

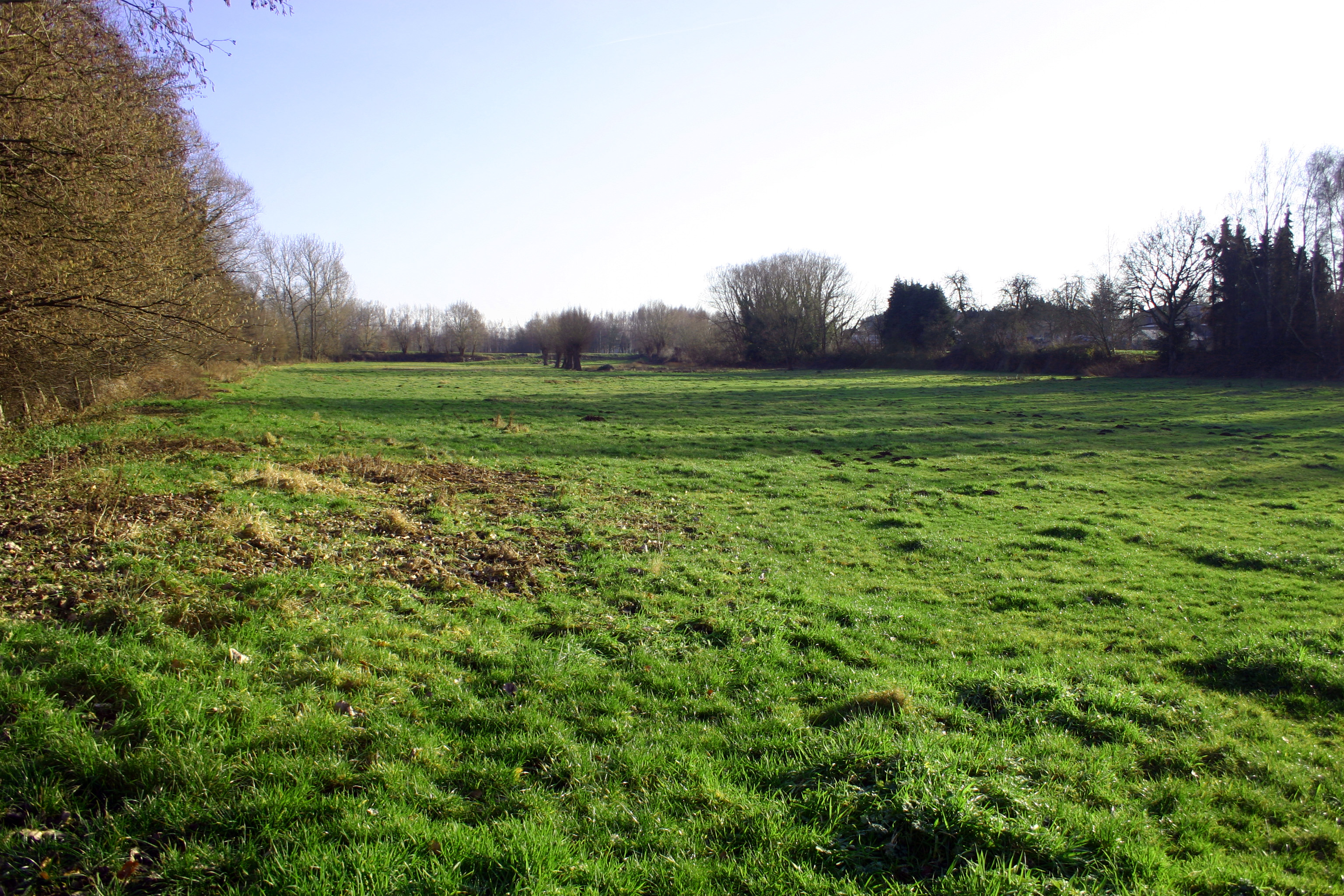
Deel van de Rozendaal vallei

De Rozendaalvallei in Vissenaken (deelgemeente van Tienen, Vlaams-Brabant, België) is het dal waarin de Rozendaalbeek vloeit.
De oude benaming van het dal dateert van 1350 Arnoldus de rosendale = Aert van roesendale, 1534 in tRosendal, enz. Het eerste lid Rozen heeft niets met de bekende bloem te maken, maar komt uit het Oudnederlands rausa dat riet betekent. Hetzelfde woord vinden we in namen als Roosbeek. Het tweede lid dale is een oude datief enkelvoud bij dal 'vallei'.